# 卡霍夫卡
卡霍夫卡（烏克蘭語：Каховка，羅馬化：Kakhovka，發音：[kɐˈxɔu̯kɐ]）是乌克兰南部赫尔松州卡霍夫卡區卡霍夫卡市镇内的城市及该市镇的行政中心，2020年7月18日前为该州的州辖市。該市位於第聂伯河左岸，面積8.3平方公里，海拔高度29米，2022年人口数量为34,749人。

## 历史
十九世紀末，該鎮發展工業生產，興建農業機械、釀酒、木材和汽水工廠。2022年2月24日，该市被俄军占领。

## 当地名人
- 葉卡捷琳娜·古巴列娃：亲俄罗斯分离主义者，帕維爾·古巴列夫的妻子。

## 图集

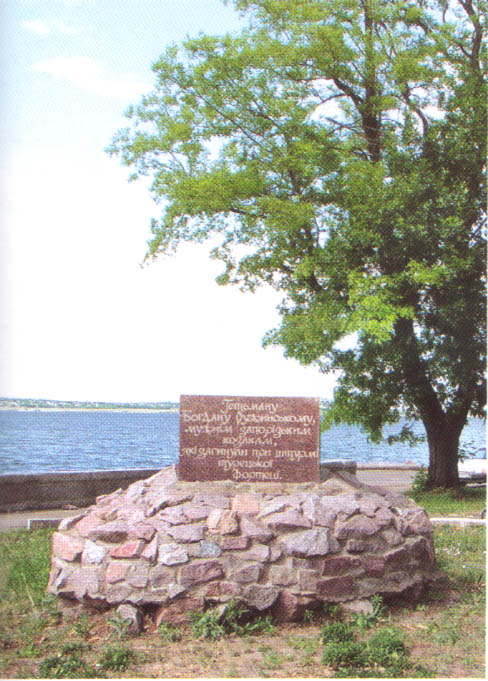

## 來源
1. ↑  . 乌克兰最高拉达. 2022-11-10  [2023-07-08]. （原始内容存档于2023-06-15） （乌克兰语）.
2. ↑  周定国 (编). . . 中国对外翻译出版公司. NLC 003756704.[]
3. ↑   (PDF).   [2023-01-04]. （原始内容存档 (PDF)于2022-08-10）.